# Vally Walter
Vally Walter (auch: Walburga Ferdinanda Maria Clementina Vally Walter; * 27. April 1877 in Rybnik, Kreis Rybnik, Provinz Schlesien; † 25. August 1962 in Długopole Górne (bis 1945:Oberlangenau), Powiat Kłodzki, Polen) war eine deutsche Malerin und Lehrerin.

## Leben
Vally Walter war Tochter eines Offiziers und einer Kaufmannstochter aus dem Hoecker-Haus in Oberlangenau in der Grafschaft Glatz. Auf Anregung ihres Onkels, des akademischen Malers Paul Hoecker, begann auch sie eine künstlerische Laufbahn. An der Königlichen Kunstgewerbeschule in München besuchte sie die Malklasse bei Professor Kleiber. Eine Ausbildung an der Königlichen Kunstakademie war zur damaligen Zeit für Frauen nicht möglich. Nach ihrer Ausbildung fand sie 1900 eine Anstellung bei Firma Zucker & Co in Erlangen als Musterzeichnerin. Später besuchte sie die Kunstschule in Breslau und unterrichtete dort anschließend an der Viktoriaschule als Lehrerin für Zeichnen, Turnen und Handarbeit.
Während ihrer Zeit in Oberlangenau, München und Dachau stand sie häufig Modell für ihren Onkel Paul Hoecker. Von diesem übernahm sie nach dessen Tod 1910 das Hoecker-Haus und bewahrte es vor Erbauseinandersetzungen und Zugriffen der Nationalsozialisten. Zum Kriegsende musste sie mit ihrer Familie ihre Wohnung im Brigittental in Breslau verlassen und ganz nach Oberlangenau ziehen.
Bei der Vertreibung der deutschen Bevölkerung aus Oberlangenau 1946 durfte Vally Walter mit Mann und zwei Töchtern als einzige deutsche Familie im Ort bleiben, weil ihre Tochter Maria Pompe als Ärztin von der – inzwischen – polnischen Bevölkerung gebraucht wurde. 1951 wurde deren Tochter Theresia Pompe von Einbrechern erschlagen. 1962 starb Vally Walter. Maria Pompe musste das Hoecker-Haus den polnischen Behörden übergeben, nachdem sie es zuvor renovieren ließ.